# Dos Navigator
Dos Navigator är en fri filhanterare för DOS och Windows.

## Historia
Den första versionen av Dos Navigator I (version 0.90) släpptes 1991 och programmerades av Stefan Tanurkov, Andrew Zabolotny och Sergey Melnik, från Moldavien. Efter det skrevs programmet om i TurboVision av Stefan Tanurkov and Dmitry Dotsenko. Dmitry utvecklade DN på Moskvauniversitetet.
Den sista shareware-versionen var version 1.50. Under sena 1999 släppte RitLabs version 1.51 som fri programvara med öppen källkod.